# 카를로스 비야그란

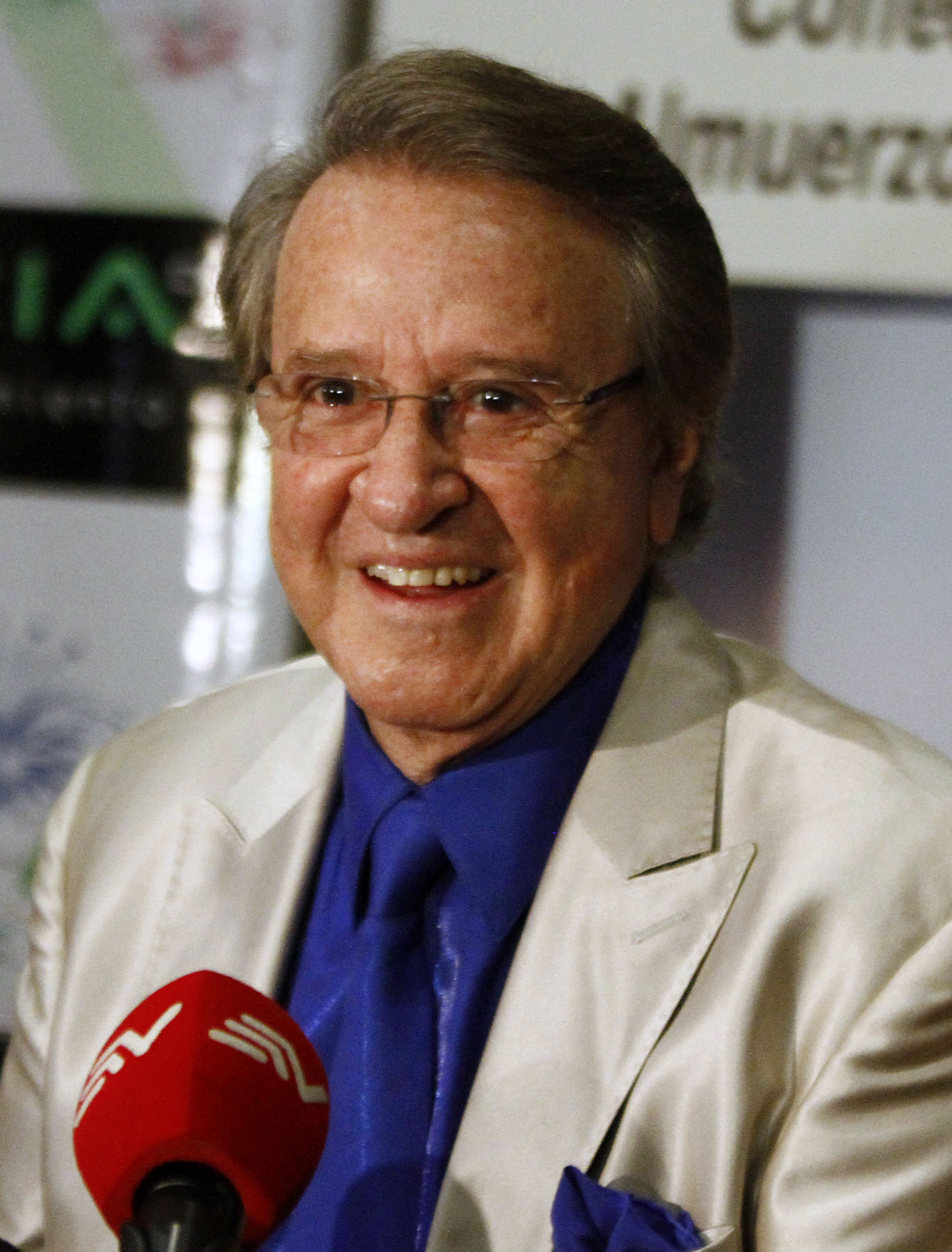
카를로스 비야그란

카를로스 비야그란 에슬라바(스페인어: Carlos Villagrán Eslava, 1944년 1월 12일 멕시코시티 ~ )는 멕시코의 배우이자 희극인으로, 엘 차보 델 오초의 등장인물 중 하나인 키코를 연기한 것으로 유명하다.